# Lay Me Down (canção de Pixie Lott)
"Lay Me Down" é uma canção da cantora inglesa Pixie Lott contida no autointitulado terceiro álbum de estúdio de Lott, Pixie Lott. A faixa foi escrita por Adam Pallin, Matt Parad e Ashton Parsons e lançada como o segundo single do disco em 24 de julho de 2014.

## Recepção da crítica
James Cabooter, do Daily Star, fez uma crítica favorável à "Lay Me Down", dando uma avaliação de número 4 a um máximo de 5. O redator comentou que a faixa adapta-se à voz de Lott, e a produção contemporânea inspirada na da Motown cria uma música agradável para o ouvinte cantar junto à obra.

## Desempenho comercial
"Lay Me Down" fez sua estreia nas tabelas musicais no período entre 1° e 7 de junho de 2014 na lista sul-coreana Gaon para artistas internacionais no número 26. No dia 14 daquele mês, a faixa já contabilizava mais de 9 mil vendas digitais e mais de 110 mil reproduções no formato de streaming na Coreia do Sul, onde totalizou 15.192 cópias digitais no mês de agosto. Na trajetória da semana datada em 9 de agosto, "Lay Me Down" apareceu na 78.ª posição da Official Singles Sales Chart no Reino Unido, classificação baseada apenas em vendas após a inserção de streaming à principal tabela britânica.
| Tabela (2014)                              | Melhor posição |
| ------------------------------------------ | -------------- |
| Coreia do Sul (Gaon) (internacional)       | 26             |
| Reino Unido (Official Singles Sales Chart) | 78             |

## Vídeo musical e divulgação
O vídeo de "Lay Me Down" foi gravado em maio de 2014 em Cannes, França após Lott aparecer no Festival de Cannes no mesmo mês. Através da sua conta no Instagram, a cantora divulgou uma prévia das gravações aos seus seguidores e comentando esperar que eles gostassem do trabalho final. Sobre o vídeo, a inglesa afirmou: "Eu amei muito gravar o vídeo com uma equipe incrível. Eu o fiz com a mesma empresa que fez o meu vídeo para 'Heart Cry' porque eles capturaram o cenário perfeito para ele. Essa foi a minha primeira vez no sul da França e eu fiquei tão admirada de tão lindo que é lá." Com direção de Ben Falk, o vídeo de "Lay Me Down" foi lançado em 5 de junho no canal da artista no Vevo.
Inspirado nos anos de 1960, o vídeo começa no estilo do formato cinematográfico Super-8 e contém cenas alternadas de Lott em que esta aparece andando dentro de um barco, dirigindo um carro conversível vermelho e nadando numa piscina. As roupas e os acessórios usados pela artista nos cenários incluem um biquíni vermelho e branco, um maiô azul-bebê e um chapéu preto comprido. A gravação inspirada nos filmes de Hollywood dos anos de 1960 fez Nola Ojomu, do Daily Mail, comentar que Lott estaria inspirando-se na atriz Brigitte Bardot pelos visuais retrô do vídeo.
No dia de lançamento do vídeo, Lott apareceu na estação Manchester Piccadilly de Manchester, Inglaterra, onde a artista posou para fotos com fãs dela. A inglesa havia apresentado "Lay Me Down" no programa televisivo The Paul O'Grady Show em 26 de maio de 2014 e viria a cantar a música novamente em 7 de agosto durante a festa de lançamento do Pixie Lott.

## Lista de faixas
| Download digital |               |         |  |
| N.º              | Título        | Duração |  |
| 1.               | "Lay Me Down" | 3:25    |  |

| Extended play (EP) digital |                                  |         |  |
| N.º                        | Título                           | Duração |  |
| 1.                         | "Lay Me Down"                    | 3:25    |  |
| 2.                         | "I Only Want to Be with You"     | 3:22    |  |
| 3.                         | "Cry Baby"                       | 3:31    |  |
| 4.                         | "Champion" (ao vivo no The Pool) | 3:01    |  |

## Histórico de lançamento
| País        | Data                | Formato          | Gravadora  |
| ----------- | ------------------- | ---------------- | ---------- |
| Reino Unido | 24 de julho de 2014 | Download digital | Virgin EMI |